# در سن ۱۶ سالگی (فیلم ۱۹۷۸)
در سن ۱۶ سالگی 
(به تلوگویی: Padaharella Vayasu) فیلمی محصول سال ۱۹۷۸ و به کارگردانی کی. راگاوندرا رائو است. در این فیلم بازیگرانی همچون سری دوی، چاندرا موهان، موهان بابو ایفای نقش کرده‌اند.
این فیلم بازسازی فیلم در سن ۱۶ سالگی است.